# Кар, Лоран
Лора́н Кар, Карс (фр. Laurent Cars; 28 мая 1699, Лион — 14 апреля 1771, Париж) — французский гравёр и издатель, академик Королевской академии живописи и скульптуры (с 1733; ассоциированный член с 1729). Представитель известной творческой семьи Кар, один из лучших мастеров репродукционной гравюры первой половины XVIII века, известный как участник создания «Сборника Жюльена» и учитель известного портретиста Жан-Батиста Перроно.

## Галерея

Избранные работы
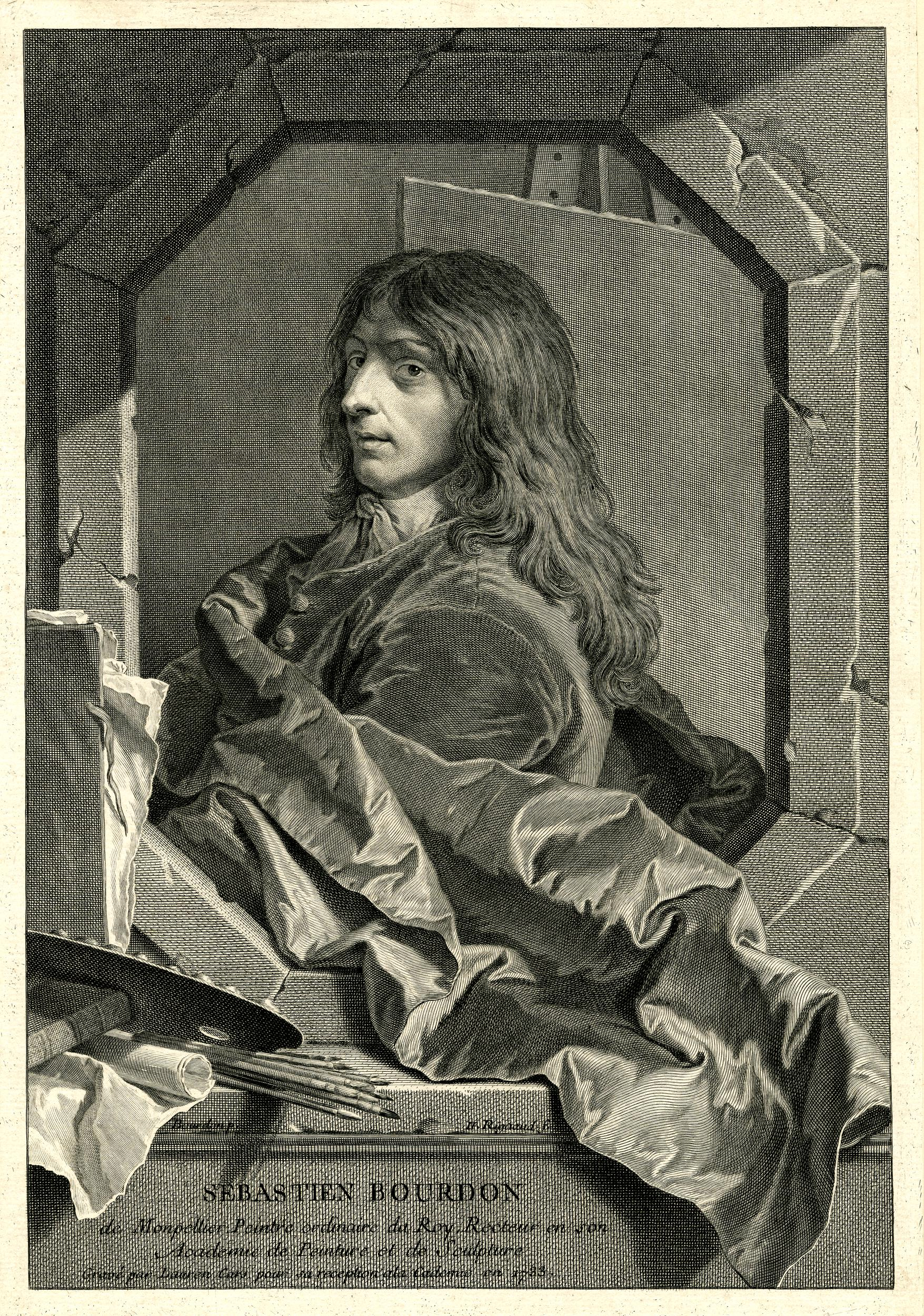
Портрет Себастьяна Бурдона По оригиналу Гиацинта Риго Британский музей, Лондон
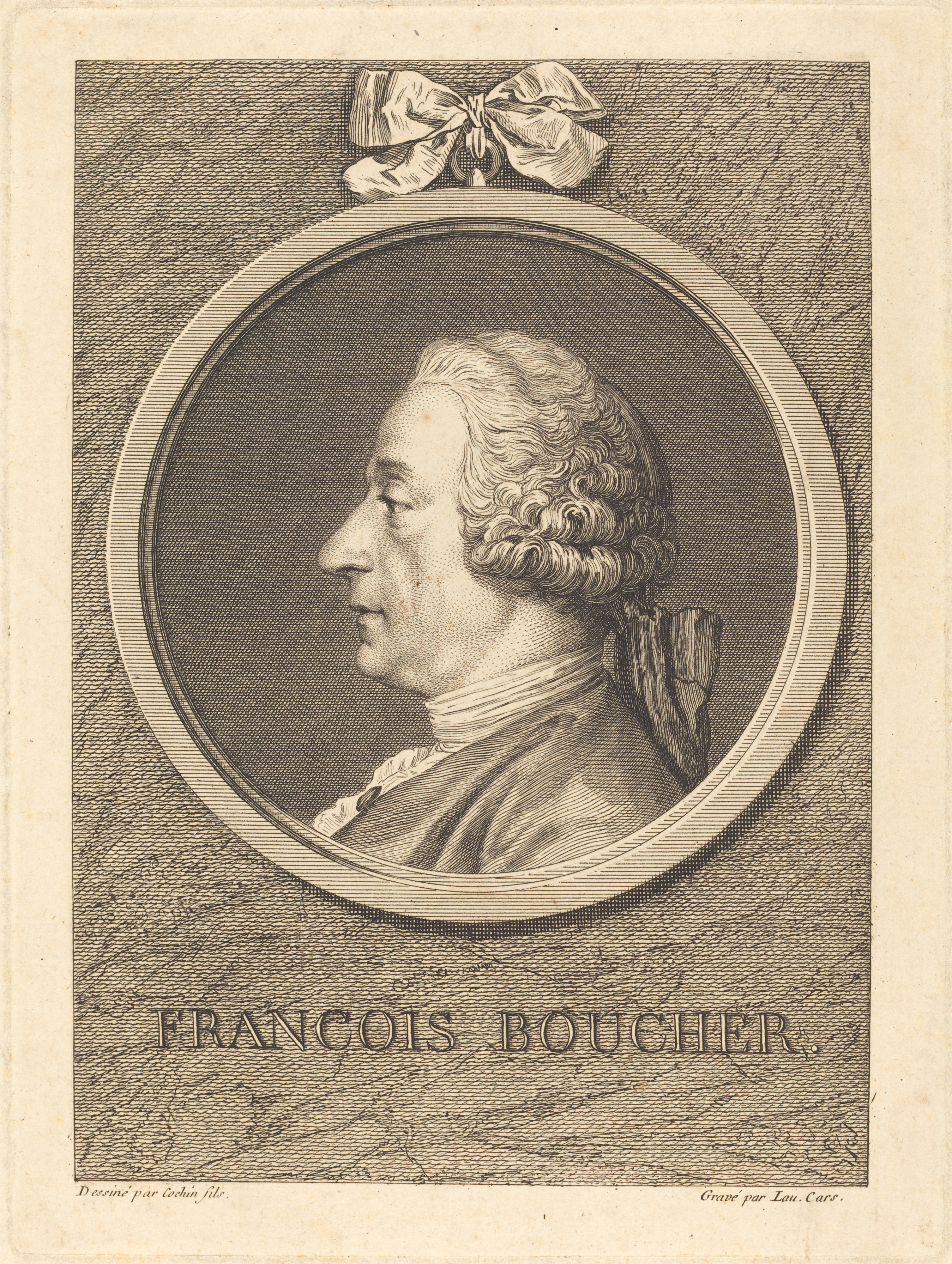
Портрет Франсуа Буше По оригиналу Шарля Никола Кошена-младшего Национальная галерея искусства, Вашингтон
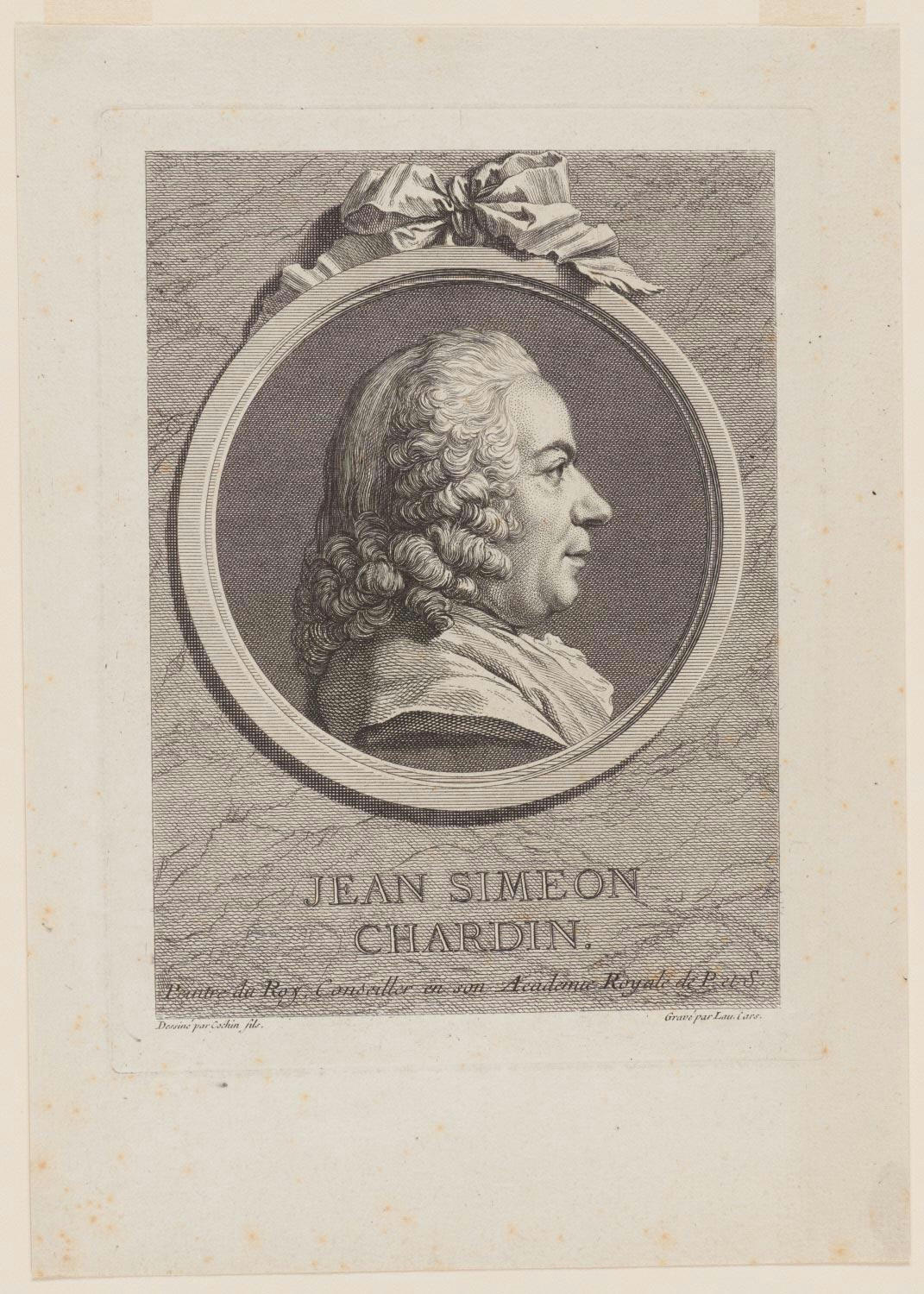
Портрет Жана-Симеона Шардена По оригиналу Шарля Никола Кошена-младшего Художественный музей, Филадельфия
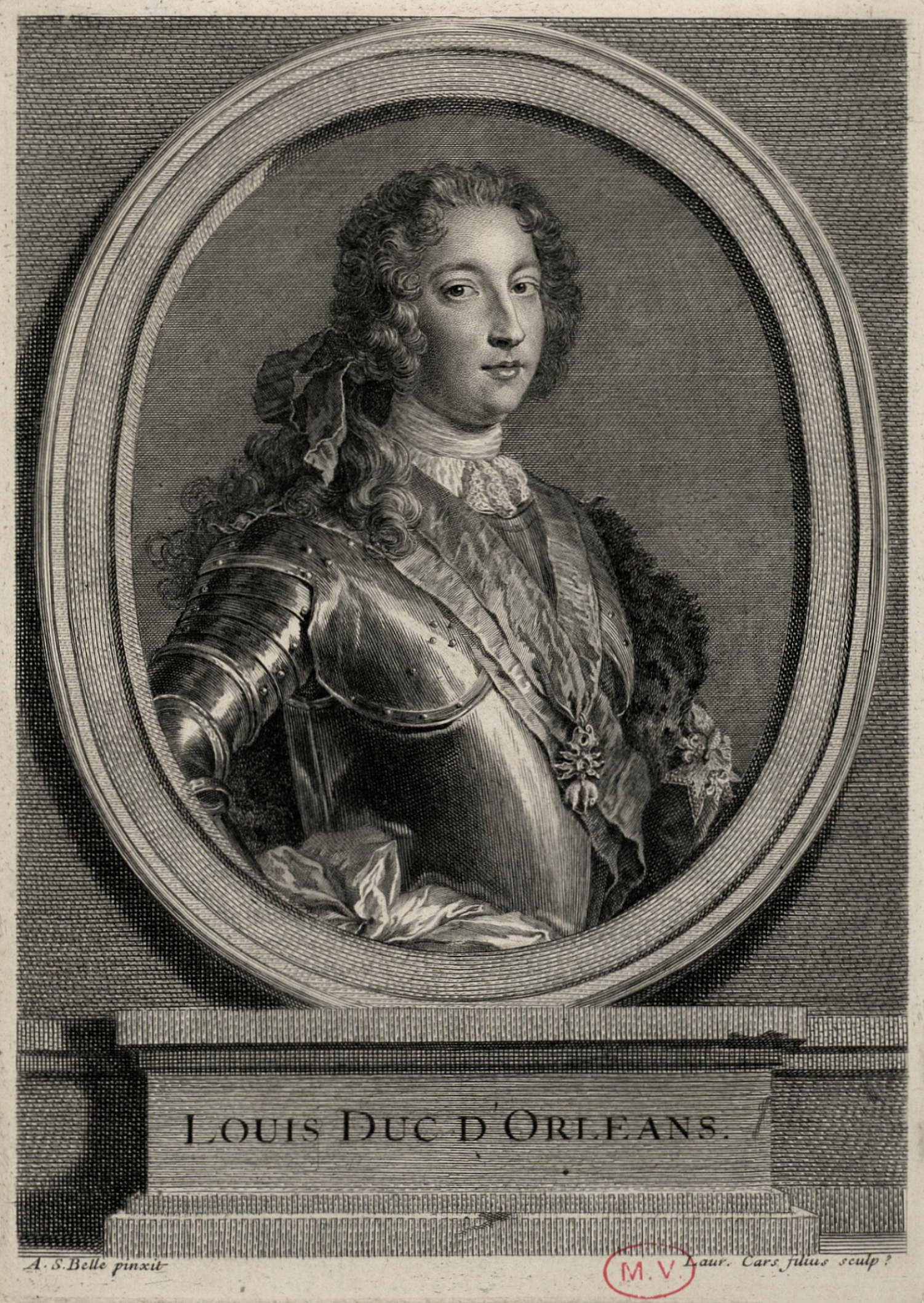
Портрет Людовика де Бурбона, герцога Орлеанского По оригиналу Алексиса Белля Версаль
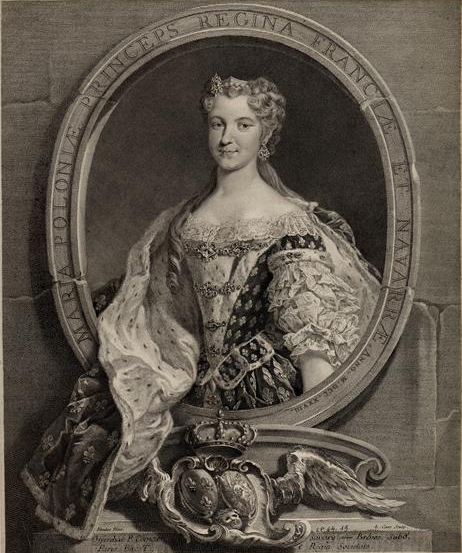
Портрет королевы Марии Лещинской По оригиналу Жана Батиста ван Лоо Версаль
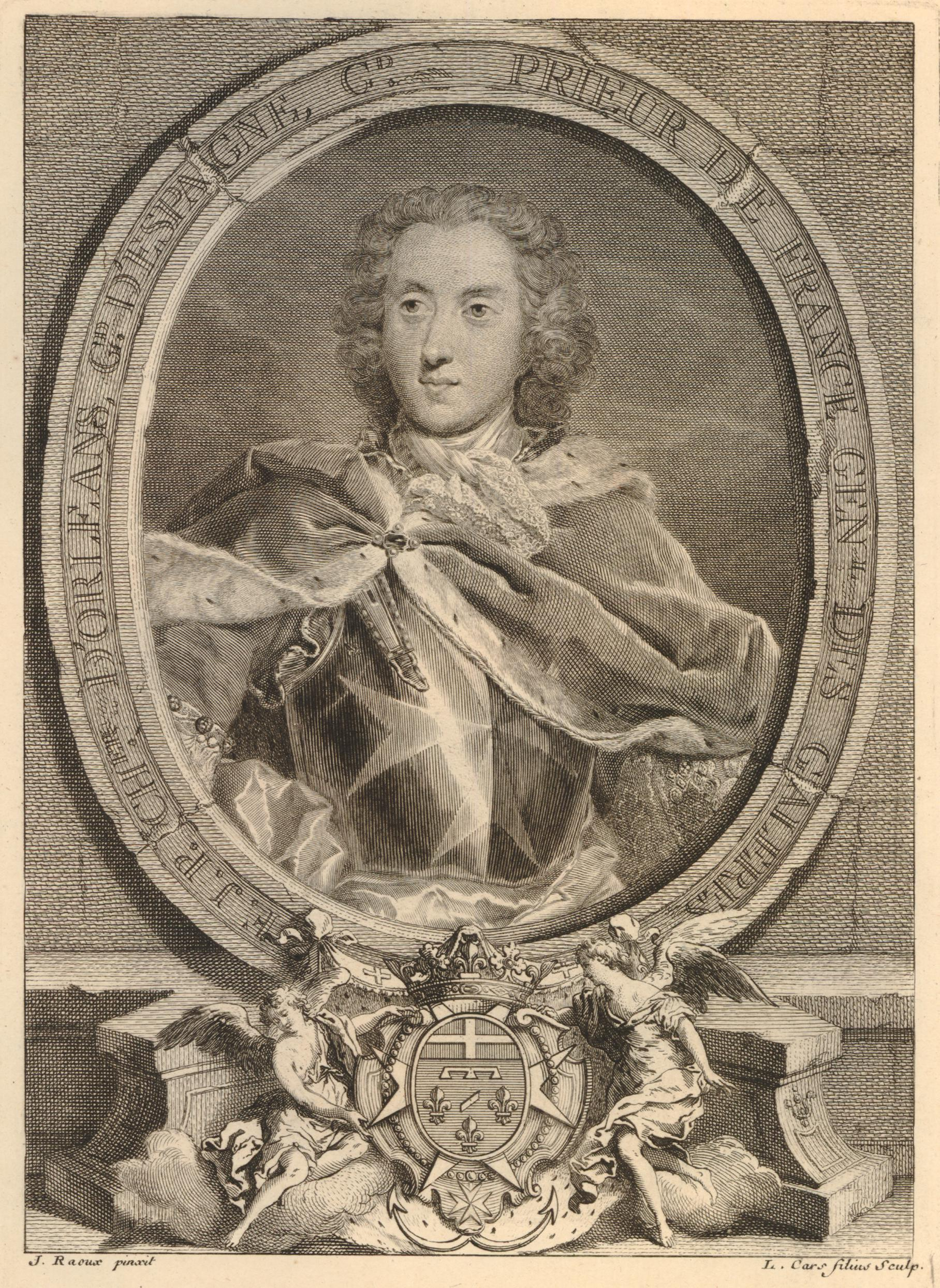
Портрет Жана Филиппа, шевалье Орлеанского По оригиналу Жана Рау Британский музей, Лондон
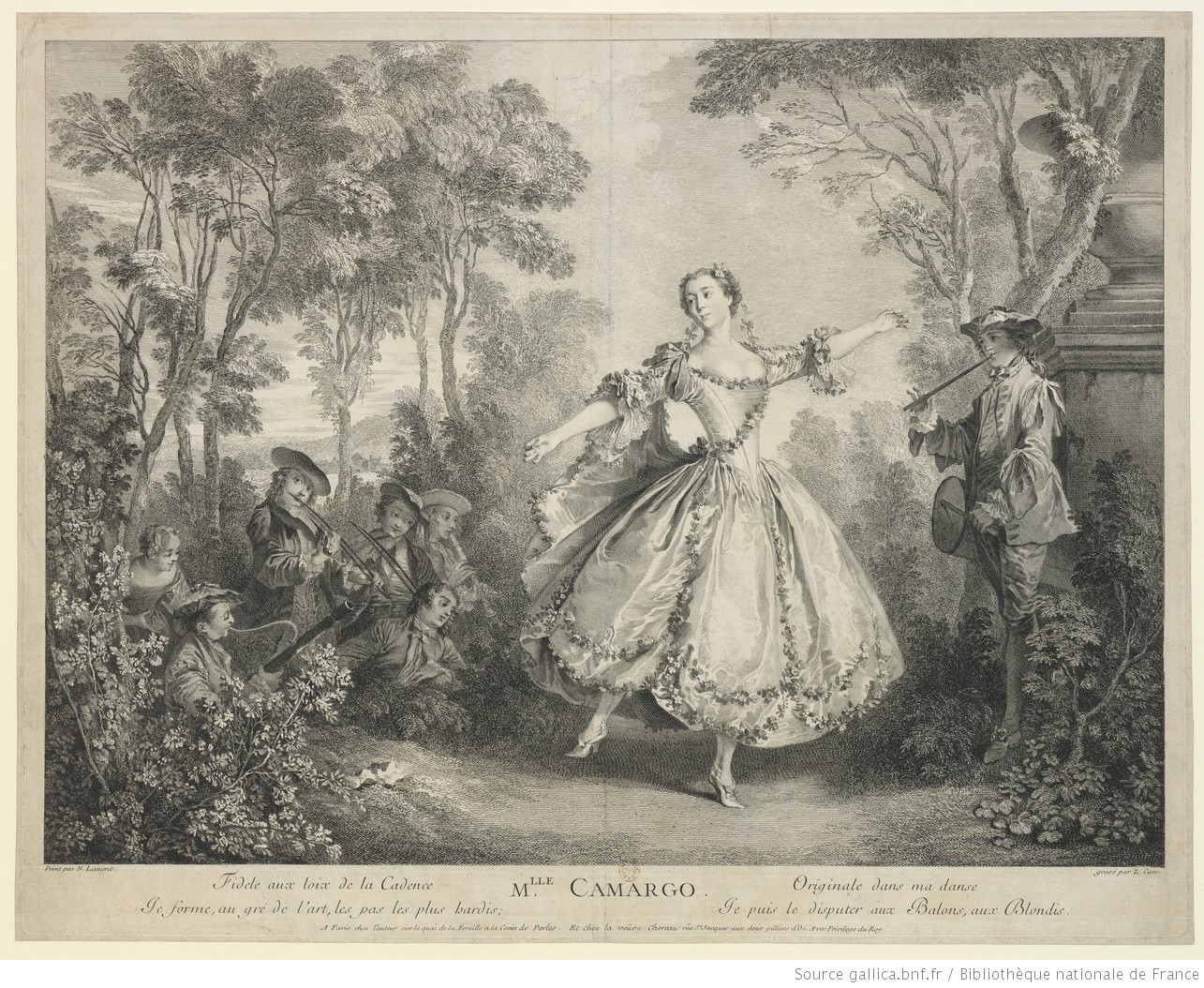
Портрет мадемуазель Камарго По оригиналу Никола Ланкре Национальная библиотека Франции, Париж
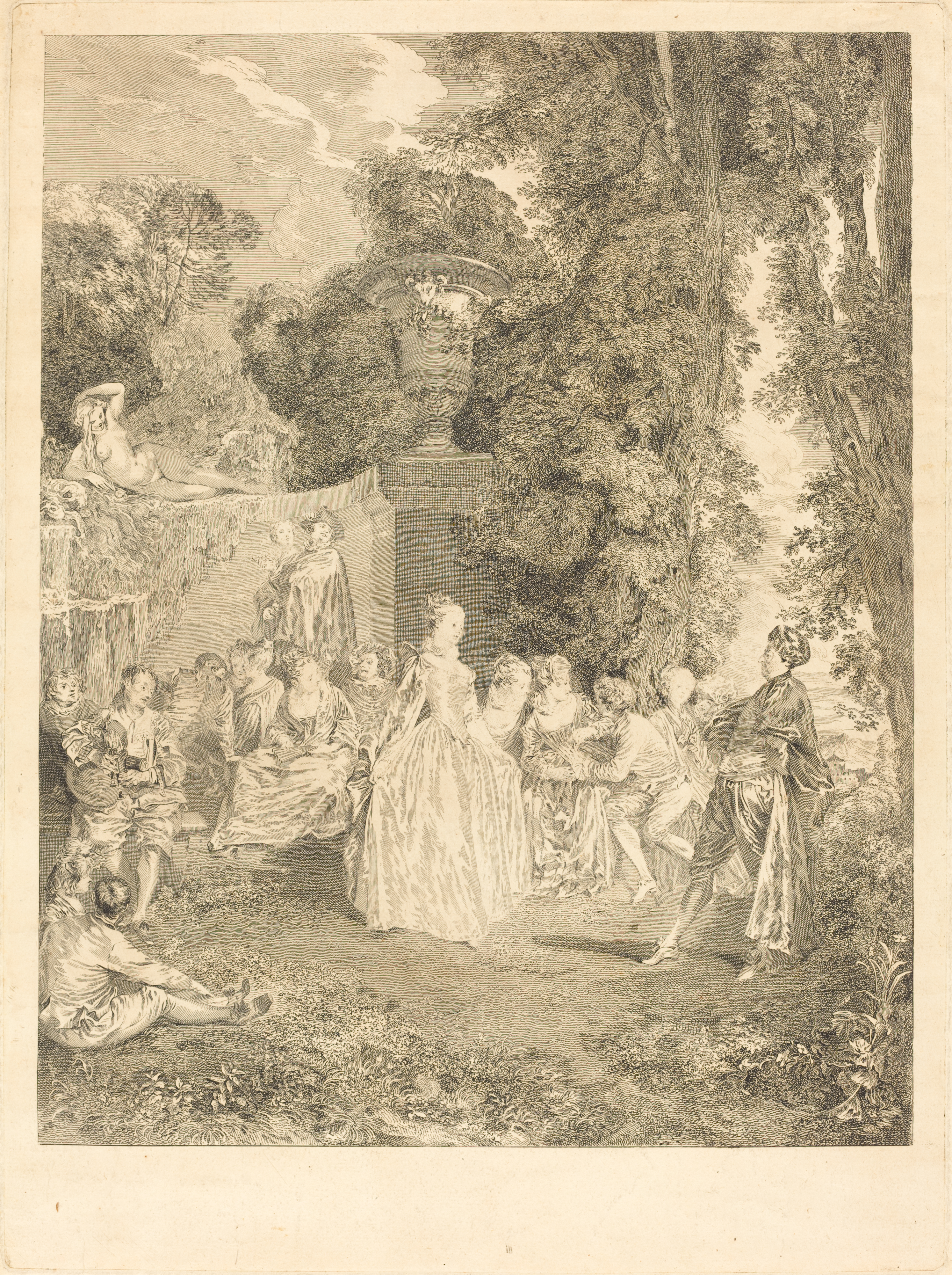
Венецианский праздник По оригиналу Антуана Ватто Национальная галерея искусства, Вашингтон
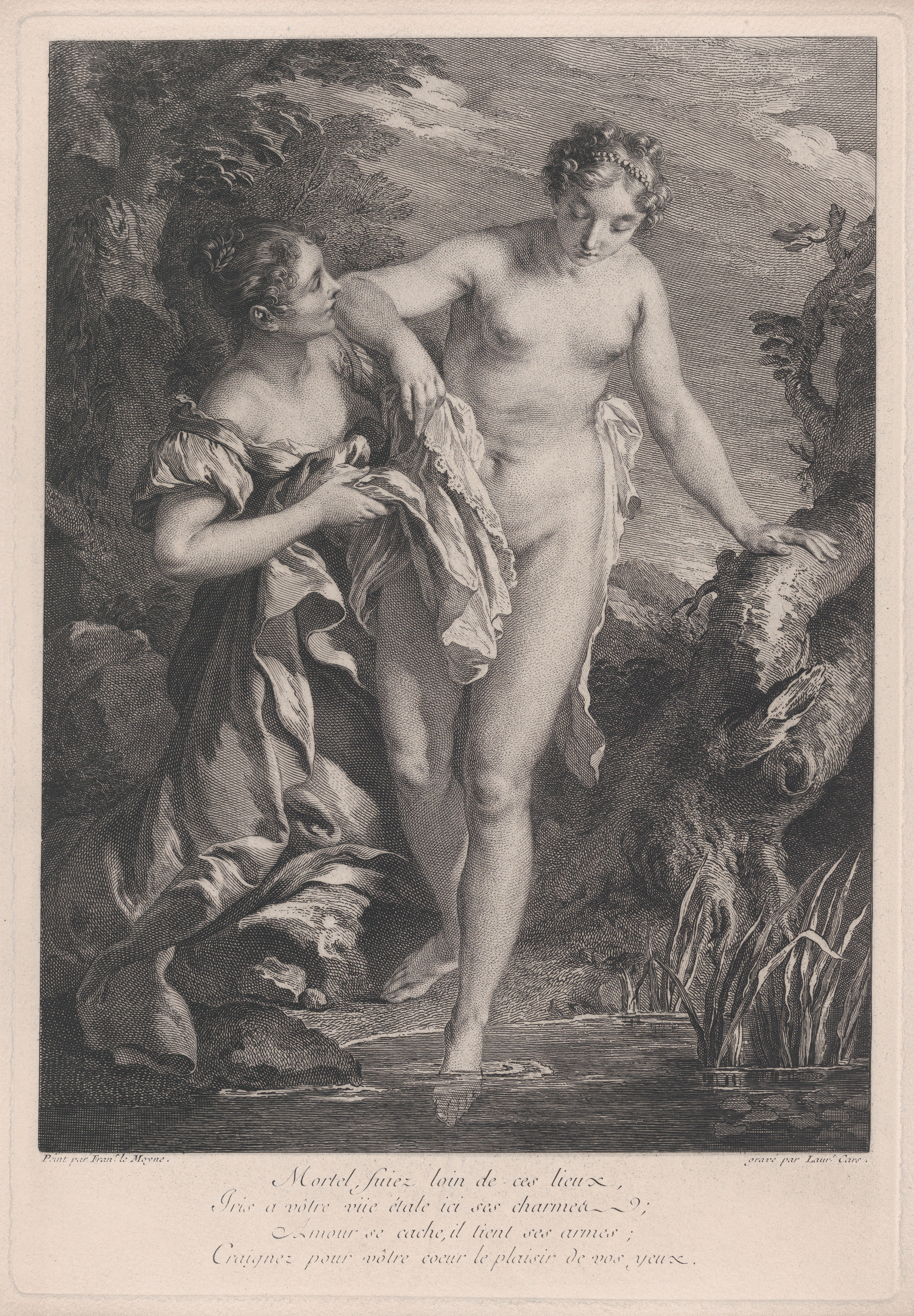
Купальщица По оригиналу Франсуа Лемуана Метрополитен-музей, Нью-Йорк
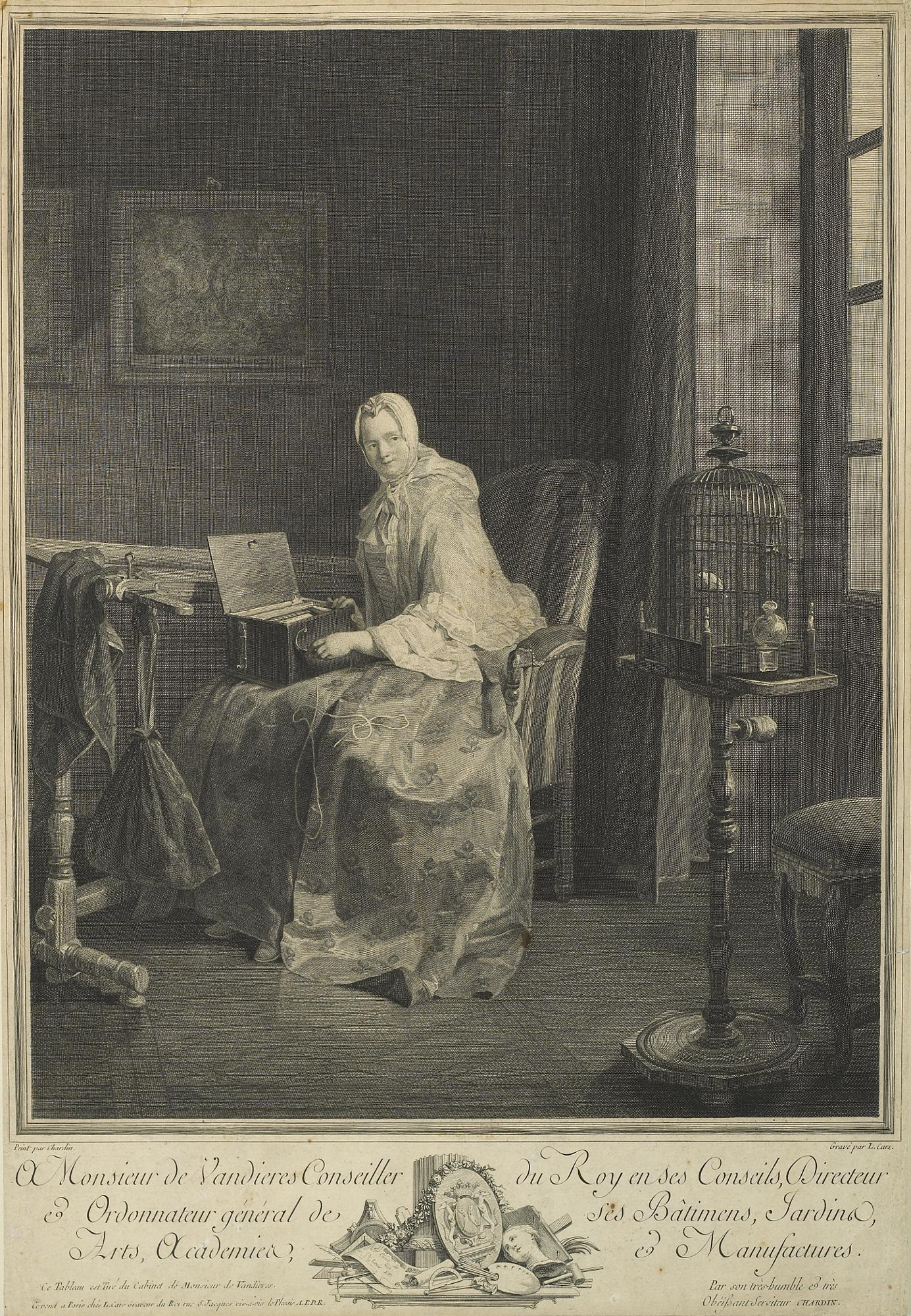
Канарейка По оригиналу Жана-Симеона Шардена Коллекция Фрика, Нью-Йорк